# Jonas Eriksson
Jonas Eriksson (nacido el 28 de marzo de 1974 en Luleå) es un exárbitro de fútbol sueco. Se convirtió en profesional en 1994. Debutó en la Allsvenskan en el 2000 y fue árbitro internacional absoluto con la FIFA desde 2002 hasta su retiro en 2018. En total, ha arbitrado 340 partidos en la Allsvenskan, 47 partidos en la Superettan y 142 partidos internacionales.
Actualmente reside en Sigtuna.

## Trayectoria
El 1 de enero de 2002, fue nombrado internacional.
Su primera participación en un torneo internacional organizado por la UEFA fue en el Campeonato Europeo Sub-17 en Dinamarca. Dirigió tres partidos, incluyendo una semifinal.
Hizo su debut en un partido oficial absoluto el 8 de junio de 2005, cuando dirigió el partido entre Letonia y Liechtenstein, clasificatorio para la Copa Mundial de Fútbol de 2006.
Hizo su debut en la Liga de Campeones de la UEFA en diciembre de 2008, dirigiendo un partido entre el Real Madrid y el Zenit de San Petersburgo, correspondiente a la fase de grupos. También ha dirigido algunos partidos de eliminatorias europeas para la Copa del Mundo de 2010.
Se convirtió en millonario tras comprar el 15% de los derechos globales de una empresa de derechos deportivos.
Fue seleccionado para dirigir en la Eurocopa 2012 disputada en Polonia y Ucrania. Dirigió dos partidos de la fase de grupos: Países Bajos - Alemania y Grecia - Rusia.
En junio de 2013, fue convocado por la FIFA para participar en la Copa Mundial Sub-20 en Turquía. Fue la primera experiencia en un torneo de la FIFA para el árbirto sueco. Dirigió dos partidos de la fase de grupos y luego una semifinal.
En agosto de 2013, Eriksson fue elegido para arbitrar la Supercopa de Europa 2013 entre el Chelsea y el Bayern de Múnich.
Dirigió el partido vuelta de la repesca intercontinental para ingresar a la Copa del Mundo de 2014 entre Uruguay y Jordania, disputado el 20 de noviembre de 2013 en Montevideo.
El 15 de enero de 2014, fue convocado oficialmente para la Copa Mundial de Fútbol de 2014 en Brasil.
En la Liga de Campeones de la UEFA 2013-14, generó polémica en el partido de ida por los octavos de final entre Manchester City y FC Barcelona al cobrar penal a favor del conjunto español por una falta de Martín Demichelis sobre Lionel Messi fuera del área, que además provocó la expulsión del jugador del Manchester. Dicho penalti sería transformado en gol por Messi y el partido finalizaría con un marcador de 0-2 a favor del Barcelona.
En abril de 2014, es designado por primera vez en su carrera para dirigir una semifinal de la UEFA Champions League, fue el partido de ida entre el Atlético de Madrid y el Chelsea.
En Copa del Mundo de Brasil 2014, dirigió dos partidos de la fase de grupos: Ghana - Estados Unidos y Camerún - Brasil,  y más tarde, los octavos de final entre Argentina y Suiza.
En 2015, vuelve a dirigir una semifinal de la UEFA Champions League, fue el partido de vuelta entre Real Madrid y Juventus. También fue designado como cuarto árbitro de la final entre Barcelona y Juventus.
El 15 de diciembre de 2015, fue seleccionado para dirigir en la Eurocopa 2016.
También en 2015, fue designado el árbitro del primer partido de la Copa Mundial de Clubes 2015, celebrado en Japón entre River Plate y Sanfrecce Hiroshima. Se trata del segundo partido en el que el sueco dirige en el Mundial de clubes, ya que estuvo en el partido en el que Guangzhou Evergrande de China le ganó 2-1 al América de México por los cuartos de final.
En 2016, fue el árbitro designado para arbitrar la final de la Europa League en Basilea entre el Sevilla y Liverpool. El partido finalizaría con victoria para los españoles por 3 a 1. Durante el partido, tuvo que dar por bueno un gol del sevillista Coke, que su asistente había anulado previamente por fuera de juego. 
En abril de 2017, fue seleccionado para dirigir la Copa Mundial de Fútbol Sub-20 de Corea del Sur.
El 30 de mayo de 2018, anunció que terminaría su carrera como árbitro.